# رود یلان
رود یلان (انگلیسی: Yelan) یک رودخانه در استان ورونژ کشور روسیه است.